# Kaljenje
Kaljenje je toplotna obdelava jekla, s katero jeklo močno utrdimo.
Toplotna obdelava je sestavljena iz segrevanja jekla na temperaturo avstenitizacije in ohlajanja s primerno hitrostjo. Ogljikova jekla in nezahtevne obdelovance lahko neposredno položimo v peč, ki je segreta na primerno temperaturo, medtem ko legirana jekla stopenjsko segrevamo, da se izognemo deformaciji in lomu obdelovancev.
Pri žarjenju na temperaturi avstenitizacije dosežemo homogen avstenit. Če žarimo pri previsoki temperaturi ali predolgo, nastanejo velika kristalna zrna avstenita, ki neugodno vplivajo na mehanske lastnosti.
Žarjenju sledi ohlajanje, ki mora biti dovolj hitro, da se avstenit z brezdifuzijsko premeno spremeni v martenzit. Pri tem ogljik in drugi zlitinski elementi ostanejo prisilno raztopljeni. To močno utrdi jeklo. Potrebna hitrost ohlajanja je odvisna od vrste jekla. Ogljikova jekla kalimo v vodi, medtem ko se močno legirana jekla zakalijo že ob ohlajanju na zraku.
Kaljenju jekla sledi popuščanje, da dosežemo zahtevane lastnosti.